# Alstroemeria venusta
Alstroemeria venusta är en alströmeriaväxtart som beskrevs av Pierfelice Ravenna. Alstroemeria venusta ingår i släktet alströmerior, och familjen alströmeriaväxter. Inga underarter finns listade i Catalogue of Life.